# Cymindis laticollis
Cymindis laticollis är en skalbaggsart som beskrevs av Thomas Say. Cymindis laticollis ingår i släktet Cymindis och familjen jordlöpare. Inga underarter finns listade i Catalogue of Life.